# كورين ميشيل ويست
كورين ميشيل ويست (بالإنجليزية: Corinne Michelle West)‏ هي رسامة أمريكية، ولدت في 1908 في شيكاغو في الولايات المتحدة، وتوفيت في 1991.